# Gaston Amson
Gaston Marcel Amson (París, 17 de noviembre de 1883-París, 16 de julio de 1960) fue un deportista francés que compitió en esgrima, especialista en las modalidades de florete y espada. Participó en dos Juegos Olímpicos de Verano en los años 1920 y 1928, obteniendo en total tres medallas, plata y bronce en Amberes 1920 y plata en Ámsterdam 1928.

## Palmarés internacional
| Juegos Olímpicos | Juegos Olímpicos         | Juegos Olímpicos  | Juegos Olímpicos    |
| Año              | Lugar                    | Medalla           | Prueba              |
| ---------------- | ------------------------ | ----------------- | ------------------- |
| 1920             | Amberes (Bélgica)        | Medalla de plata  | Florete por equipos |
| 1920             | Amberes (Bélgica)        | Medalla de bronce | Espada por equipos  |
| 1928             | Ámsterdam (Países Bajos) | Medalla de plata  | Espada por equipos  |